# Kondalampatti
Kondalampatti é uma vila no distrito de Salem, no estado indiano de Tamil Nadu.

## Demografia
Segundo o censo de 2001,  Kondalampatti  tinha uma população de 16,300 habitantes. Os indivíduos do sexo masculino constituem 50% da população e os do sexo feminino 50%. Kondalampatti tem uma taxa de literacia de 52%, inferior à média nacional de 59.5%: a literacia no sexo masculino é de 61% e no sexo feminino é de 42%. Em Kondalampatti, 13% da população está abaixo dos 6 anos de idade.